# Valjeviken
Valjeviken  è un'area urbana della Svezia situata nel comune di Sölvesborg, contea di Kalmar.